# 水污染控制

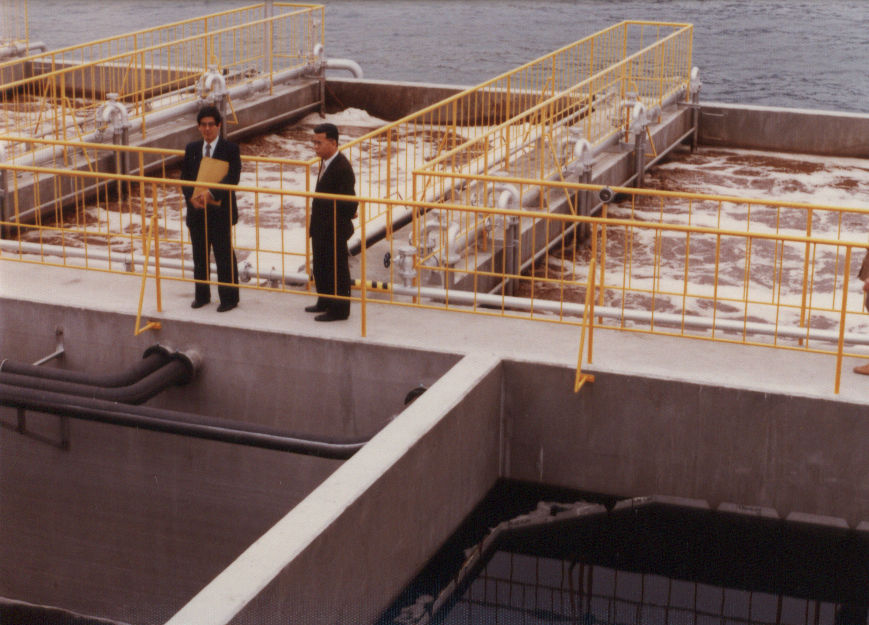
使用传统技术的污水处理厂

水污染控制是控制向水体排放污染物的方法，水污染主要有点污染源和面污染源，点污染源有具体的污染源，如工厂的排污管道口，比较容易治理，只要控制污染物排放政策有足够的执法能力，每种工业都有具体的污染物，都可以通过开发污染物排放控制技术控制住，造成工业污染的主要原因是企业不愿意自行提高成本，治理污染，必须由政府和舆论强制其执行。
面污染源是农田过度使用农药和化肥造成的，随着雨水或灌溉水流入水体，即浪费了农药和化肥，又污染了水体，但没有一个具体的污染物流出的点。中国农业部已经公布了各种农药的最大使用量标准，但因为标准不是强制执行的，必须要通过教育使所有农民了解和掌握。
由于对工业污染的治理力度加大，城市尤其是中小城市迅速发展，城市生活污水成为主要的污染源，必须以城市污水处理厂的方式解决，生活污水的主要污染物是COD（Chemical Oxygen Demand 化学需氧量），是用化学方法监测有机污染物的代称，主要是含氮、磷的有机物，可以被微生物分解吸收，但微生物分解吸收并繁殖增长过程需要大量消耗水中溶解的氧，因此会造成水中生物因缺氧窒息死亡。COD排放到海洋中，造成一种红色藻类过度繁殖，消耗氧，同时藻类死亡会产生毒素，使鱼类因缺氧和中毒大量死亡，海水因藻类过多呈现黄红色，叫做“赤潮”，在淡水中，促使繁殖的藻类有各种颜色，使水呈现绿色、乳白色或粉色，因此叫做“水华”，都是由于COD含量过高造成的。也可能是由于营养物质过剩造成的，通称称为富营养化
城市污水处理厂也是利用微生物分解吸收COD，向水中充氧，叫做“曝气”，让微生物快速生长繁殖，形成“活性污泥”，实际是某些藻类、细菌、真菌的混合物，可以分解吸收水中的有机物，使水净化。污水处理厂有多种不同的技术，有用曝气头曝气的传统技术，有用转刷曝气的氧化沟技术，有先用厌氧菌分解大分子，再曝气的AB法技术等。但城市污水处理厂不能允许含有毒物质的某些工业废水进入，以防止活性污泥中毒而不能起净化作用，工业废水需要根据其含有的不同污染物质具体设计净化方案，或采用特殊培育的菌种。